# 프레드릭 폰 리드버

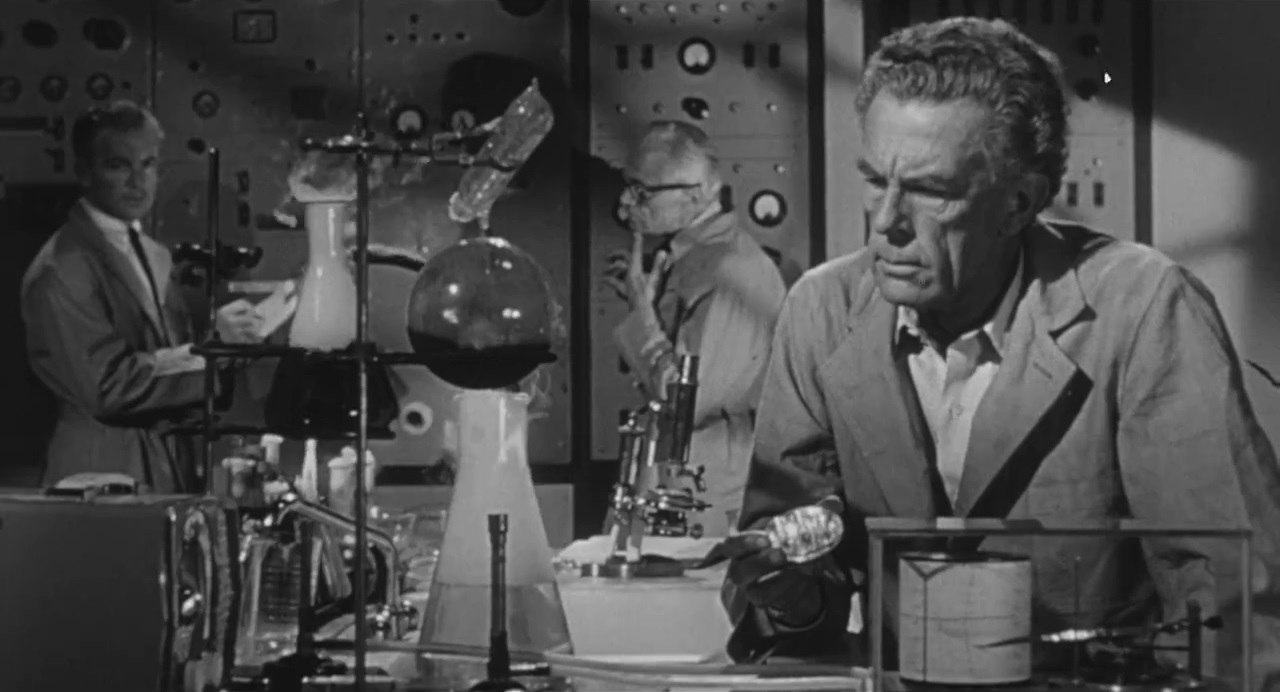

프레드릭 폰 리드버(Friedrich von Ledebur, 1900년 6월 3일 ~ 1986년 12월 25일)는 오스트리아의 배우, 영화배우, 텔레비전 배우이다.

## 영화
- 소서러 (1977년)
- 몬타나의 황금요새 (1976년)
- 죽음의 순례자 (1972년)
- 크리스마스 트리 (1969, L'Arbre de Noël)
- 비밀 지령 K (1968년)
- 황금 눈에 비친 모습 (1967년)
- 오이디푸스 왕 (1967년)
- 크리스마스 댓 올모스트 워즌트 (1966년)
- 대야망 (1966년)
- 영혼의 줄리에타 (1965년)
- 루츠 오브 헤븐 (1958년)
- 까라마조프의 형제들 (1958년)
- 27번째 날 (1957년)
- 백경 (1956년)
- 알렉산더 대왕 (1956년)
- 미스터 브랜딩스 (1948년) - 워크먼 역